# Borchen
Borchen è un comune di 13 533 abitanti della Renania Settentrionale-Vestfalia, in Germania.
Appartiene al distretto governativo di Detmold e al circondario di Paderborn.